# 細川利恭
細川 利恭（ほそかわ としやす）は、肥後新田藩の第3代藩主。

## 生涯
元禄14年（1701年）5月1日、第2代藩主・細川利昌の次男として生まれる。長兄の利方が病弱だったため世子となり、正徳5年（1715年）の父の死去により跡を継いだ。享保元年（1716年）7月に従五位下、備後守に叙任する。寛保2年（1742年）3月7日、病気のため兄・利方の子で娘婿の利寛に家督を譲って隠居した。
寛延2年（1749年）6月3日に死去した。享年49。

## 系譜
父母
- 細川利昌（父）
- 晴雲院 - 林氏、側室（母）

側室
- 富里、梅仙院 - 栗山氏
- トヤ - 筧氏
- レノ
- カツ
- トセ
- 栗山氏

子女
- 細川利久、生母は栗山氏
- 細川景業
- 房姫 - 細川利寛正室、生母は栗山氏
- 増山正贇正室、生母はトヤ（側室）

養子
- 細川利寛 - 細川利方の長男